# Melissodes nivea
Melissodes nivea là một loài Hymenoptera trong họ Apidae. Loài này được Robertson mô tả khoa học năm 1895.